# Nefelina
La nefelina (simbolo IMA: Nph) è un minerale comune appartenente alla classe dei minerali di "silicati e germanati" con la composizione chimica KNa3[AlSiO4]4, e quindi chimicamente è un alluminosilicato di potassio-sodio. Strutturalmente, la nefelina appartiene ai tectosilicati ed è un feldspatoide in attesa di assegnazione al gruppo della cancrinite.

## Etimologia e storia
La nefelina è stata scoperta per la prima volta sul Monte Somma, una dorsale del complesso vulcanico Somma-Vesuvio nella regione della Campania. Fu descritto per la prima volta nel 1801 da René Just Haüy, che chiamò il minerale con la parola greca νεφέλη ('nephele', nuvola). Il nome si riferisce alla proprietà del minerale di formare nubi di silice precipitanti durante la decomposizione in acidi forti.
Il campione tipo del minerale è conservato nella collezione storica di Haüy presso il Museo nazionale di storia naturale di Francia a Parigi. Il numero esatto di raccolta del campione non è noto ed è quindi elencato nel Catalogo dei campioni tipo dell'Associazione Mineralogica Internazionale (IMA) con H?? 48.

## Classificazione
Già nell'obsoleta 8ª edizione della sistematica dei minerali secondo Strunz, la nefelina apparteneva alla classe dei minerali dei "silicati e germanati" e lì alla sottoclasse dei "tectosilicati", dove insieme alla kaliophilite formava il "gruppo nefelina-kaliophilite" con il sistema nº VIII/F.01 e gli altri membri chkalovite, kalsilite, trikalsilite, bikitaite e petalite.
Nella Sistematica dei lapis (Lapis-Systematik) di Stefan Weiß, che è stata rivista e aggiornata l'ultima volta nel 2018 e che si basa ancora su questa vecchia forma di sistematica di Strunz per rispetto verso i collezionisti privati e le collezioni istituzionali, al minerale è stato assegnato il sistema e il minerale nº VIII/J.02-10. In questa Sistematica ciò corrisponde anche al reparto "Tectosilicati", in cui sono ordinati i tectosilicati senza anioni non tetraedrici nei gruppi VIII/J.01 - 08. La nefelina forma un gruppo indipendente, ma senza nome, insieme a davidsmithite, malinkoite, kaliophilite, kalsilite, megakalsilite, panunzite, trikalsilite, trinefelina e yoshiokaite.
La 9ª edizione della sistematica minerale di Strunz, valida dal 2001 e aggiornata dall'Associazione Mineralogica Internazionale fino al 2024, classifica la nefelina nella già più finemente suddivisa divisione "9.F Tettosilicati senza H2O zeolitica". Questa è ulteriormente suddivisa in base all'eventuale presenza di altri anioni, in modo che il minerale possa essere trovato in base alla sua composizione nella suddivisione di "9.FA Tettosilicati senza anioni aggiuntivi non tetraedrici", dove forma il sistema nº 9.FA.05 con megakalsilite, panunzite, yoshiokaite, kaliophilite, kalsilite, trikalsilite.
Tale classificazione viene mantenuta invariata anche nell'edizione successiva, proseguita dal database "mindat.org" e chiamata Classificazione Strunz-mindat, dove la nefelina, oltre ai minerali già citati, è in compagnia anche di trinefelina, davidsmithite e carnegieite (che è un dimorfo della nefelina).
Anche la sistematica dei minerali secondo Dana, che viene utilizzata principalmente nel mondo anglosassone, classifica la nefelina nella classe dei "silicati", e lì nella sottoclasse dei "tectosilicati con reticolo Al-Si". Qui forma il sistema nº 76.02.01 all'interno della sezione dei "tectosilicati: reticoli Al-Si, rappresentanti feldspatici e specie affini".

## Abito cristallino
La nefelina cristallizza nel sistema esagonale nel gruppo spaziale P63 (gruppo nº 173) con i parametri del reticolo a = 9,99 Å e c = 8,38 Å così come 8 unità di formula per cella unitaria.

## Proprietà
La nefelina è difficile da distinguere dal quarzo, ma a differenza di questo, si decompone in acidi forti come l'acido cloridrico (HCl), per cui la silice risultante precipita come nuvole.
Nelle sezioni sottili, la nefelina non è molto evidente a causa della sua scarsa illuminazione e della birifrangenza (massimi colori di interferenza grigi sotto polarizzatori incrociati). Se si presenta come ultima fase cristallizzata negli interstizi - come spesso accade nelle rocce vulcaniche - può essere facilmente confusa con il vetro o altri minerali a bassa frequenza (soprattutto l'analcime). Tuttavia, se la sezione sottile viene mordenzata con acido cloridrico, la silice si deposita sulla nefelina in forma gelatinosa, che può quindi essere colorata con un colorante adatto (blu di metilene o verde brillante). Il feldspato, l'analcime o la leucite rimangono inalterati in questa procedura. I cristalli di nefelina idiomorfa di solito mostrano sezioni trasversali rettangolari o esagonali.
La nefelina può formare cristalli misti con l'albite, per cui il contenuto di albite può raggiungere fino al 30% mol. Il contenuto di albite è spesso individuato nella nefelina e cambia la birifrangenza. Il cristallo appare quindi più birifrangente in questi punti sotto polarizzatori incrociati.

## Origine e giacitura
La nefelina si forma magmaticamente in rocce alcaline come la feldspato-sienite e le pegmatiti corrispondenti, nonché nel basalto o nella basanite. Nelle rocce metamorfiche, si trova in alcuni gneiss. Altri eventi importanti sono le rocce di contatto metasomaticamente alterate (feniti) in prossimità di intrusioni alcaline. Insieme alla leucite e ad altri feldspatoide, è un importante minerale che forma le rocce. Altri minerali di accompagnamento includono feldspato alcalino e plagioclasio, pirosseni e anfiboli di sodio e olivine. D'altra parte, la presenza di quarzo esclude la presenza di nefelina.
Come formazione minerale comune, la nefelina può essere trovata in molti luoghi, motivo per cui sono stati documentati circa 1500 siti in tutto il mondo. Oltre alla località tipo Monte Somma, il minerale è stato rinvenuto, sempre in Italia sul Vesuvio e a Roccamonfina (provincia di Caserta) in Campania, nella Grotta del Cervo (provincia dell'Aquila) in Abruzzo, in diverse località del Lazio, nei pressi di Lesina in Puglia, sul Monte Ferru in Sardegna, a Linosa (Sicilia) e nei pressi di San Venanzo in Umbria.
In Germania, la nefelina è stata trovata nella Foresta Nera, Hegau e Odenwald nel Baden-Württemberg, in Franconia e nell'Alto Palatinato in Baviera, vicino a Fulda e Hofgeismar, nonché in varie località del Vogelsberg in Assia, vicino a Güntersen am Backenberg in Bassa Sassonia, in molte località dell'Eifel in Renania-Palatinato, vicino a Löbau in Sassonia, vicino a Eckernförde e Kiel nello Schleswig-Holstein, vicino a Meiningen e nella Selva di Turingia in Turingia.
In Austria, la nefelina è stata trovata sul Pauliberg nel Burgenland, vicino a Bad Gleichenberg, nella cava di basalto di Klöch e vicino a Mühldorf bei Feldbach nei pressi di Feldbach in Stiria. Nelle località svizzere sono finora conosciute solo Ramsen (nel Canton Sciaffusa) e Centovalli (nel Canton Ticino).
Degna di nota per gli straordinari ritrovamenti di nefelina è Davis Hill nei pressi di Bancroft (Ontario) in Canada, dove sono stati scoperti cristalli lunghi fino a 70 cm. Anche se lunghi solo 3,5 cm, cristalli completamente formati sono noti a Monte Saint-Hilaire nella provincia canadese del Québec.
La nefelina è stata trovata anche in campioni di roccia della dorsale del Pacifico orientale.
Altri ritrovamenti di nefelina hanno avuto luogo in tutto il mondo.

## Utilizzi
La nefelina è di scarsa importanza come minerale di alluminio, ma è stata utilizzata come tale nell'ex Unione Sovietica, in quanto non presentava giacimenti significativi di bauxite altrimenti utilizzata per questo scopo.
Nell'industria del vetro e della ceramica, la nefelina viene utilizzata come additivo e come riempitivo per alcuni polimeri. Per quest'ultimo, è significativo che la nefelina e alcuni polimeri (come il cloruro di polivinile) abbiano quasi lo stesso indice di rifrazione, in modo che la trasparenza del polimero venga mantenuta anche con un alto contenuto di riempitivo.

## Forma in cui si presenta in natura
La nefelina di solito sviluppa prismi grossolanamente cristallini, da sei a dodici lati, di dimensioni fino a circa 10 cm con una lucentezza simile al vetro sul grasso sulle superfici. Nella sua forma pura, la nefelina è incolore e trasparente. Tuttavia, a causa della rifrazione multipla della luce dovuta a difetti reticolari o alla formazione policristallina, può anche essere traslucida a bianca quasi opaca e assumere un grigio, giallastro, bruno-rossastro fino al blu-verde e altri colori a causa di mescolanze estranee (atomi estranei nel composto o depositi meccanici). Il colore del suo striscio è sempre bianco.